# Associazione europea per la geografia
L'Associazione europea per la geografia (European GEography Association, in acronimo EGEA) è un'associazione europea aperta agli studenti universitari di geografia e di scienze del territorio ed ai giovani laureati in queste discipline.

## Organizzazione
L'associazione fu fondata nel 1987 da alcuni studenti di geografia delle Università di Varsavia, Barcellona, Vienna ed Utrecht. L'obiettivo principale è quello di creare un network, che permetta ai partecipanti di tenere contatti con altri studenti, con cui scambiare opinioni e confrontare le rispettive conoscenze. L'associazione si articola in quattro suddivisioni, chiamate "regioni"; all'interno di queste si trovano le entities, le sedi territoriali dell'associazione, attivate in corrispondenza di corsi universitari di geografia o di scienze legate allo studio del territorio. Le entities possono essere gruppi informali, o formarsi in associazioni affiliate ad Egea. Al momento l'associazione è presente con 80 entities in 29 paesi. I rappresentanti delle entities afferenti ad ogni regione eleggono annualmente un loro rappresentante al Board of the Executives(BoE) che è l'organo di governo di EGEA e formula direttive ed iniziative.

## Attività
L'evento principale di EGEA è il congresso annuale. Questo si svolge ogni autunno e viene organizzato dagli studenti stessi di una delle sedi di EGEA. In genere dura cinque giorni durante i quali i partecipanti discutono in vari workshop ruotanti attorno ad un tema geografico previamente scelto dagli organizzatori. Sebbene l'organizzazione del congresso non venga svolta da professionisti ma semplicemente da studenti, sono stati fissati degli standard qualitativi ed organizzativi da rispettare come ad esempio l'inclusione di almeno un'escursione e le serate a tema di incontro geografico. Durante il congresso annuale ha luogo l'assemblea generale di EGEA, il GBM (acronimo di  General Board Meeting), in cui i rappresentanti di ogni sede discutono dei problemi organizzativi dell'associazione e rinnovano le cariche annuali.
Inoltre, in primavera viene organizzato un congresso regionale per ogni regione esistente sugli stessi standard di quello annuale.
Ulteriori occasioni di incontro tra le varie sedi sono gli scambi (exchanges) in cui gli studenti di una tale sede si mettono d'accordo con i loro colleghi di un'altra sede per scambiarsi reciproca visita. Il principio dello scambio è di favorire i rapporti tra gli studenti fornendo visite informali delle rispettive città. Anche gli scambi prevedono degli standard consuetudinari da rispettare tra cui è previsto la visita della propria università, un'escursione, pranzi e cene le quali vengono fornite dagli studenti ospitanti col patto di essere contraccambiati alla loro visita dagli studenti ospitati. Gli scambi sono un modo per stimolare la conoscenza della realtà studentesca tra le Università europee, di familiarizzare con altri studenti di geografia e di visitare un luogo secondo il punto di vista di chi lo abita. L'organizzazione di uno scambio è data agli studenti stessi che ne prendono parte e può durare da un weekend ad una settimana.
Altri eventi a piccola scala vengono organizzati per promozione locale. Feste di capodanno, escursioni in montagna, visite guidate, organizzati dalle singole entities. In questi ed altri casi, l'associazione collabora con le università e con le associazioni studentesche (come ad esempio AEGEE) presenti sul territorio; collabora inoltre all'interno del network europeo Herodot e con società attive nel campo GIS come ESRI.

## Collaborazioni
EGEA ha diverse collaborazioni con organizzazioni come EUROGEO, IAAS, ISHA e Studyportals. Esiste inoltre un partenariato con un programma dell'UE, "Gioventù in azione", nonché un partenariato con un programma del Consiglio d'Europa, "Forum europeo della gioventù".

## EGEA in Italia
EGEA in Italia è attiva esclusivamente presso la sede di Milano (fondata nel settembre 2014).
In precedenza esistevano anche le entity di Bologna (fondata nel dicembre 2006), Torino (fondata nel giugno 2009) e Roma (fondata nel novembre 2007), ma tutte e tre sono state eliminate in quanto inattive: Torino dall'assemblea generale del 2011, Bologna da quella del 2013, Roma da quella del 2017.